# Adura Onashile
Adura Onashile, née à Londres (Angleterre), est une actrice et dramaturge britannique.
Elle a écrit et mis en scène la pièce Expensive Shit (2013) et l'a adaptée en film en 2020.

## Biographie
Adura Onashile, d'origine nigériane, naît à Londres.
Onashile joue dans la pièce Roadkill au Festival Fringe d'Édimbourg et à nouveau au Festival 2013 dans sa pièce HeLa sur Henrietta Lacks,.
Elle a travaillé avec le National Theatre of Scotland, la Royal Shakespeare Company, les théâtres Lyceum, National et Young Vic.
Sa pièce de 2013 Expensive Shit aborde les thèmes de l'exploitation sexuelle et du travail précaire, s'inspirant d'événements réels au Shimmy Club de Glasgow, alors sa ville de résidence. Après que Expensive Shit ait été transformé en court métrage, il fait ses débuts au festival du film BFI de Londres en 2020 et a été présélectionné pour un prix BAFTA Scotland pour les courts métrages documentaires. Il a été salué par Andrea Arhagba écrivant dans Empire pour avoir mis en évidence la dynamique des sexes dans les boîtes de nuit. Expensive Shit a remporté le prix du public et de la critique au Festival international du film de Glasgow.
Sa production théâtrale immersive de 2021, Ghosts, est créée avec le National Theatre of Scotland et intègre la réalité augmentée diffusée via une application qui informe le public de l'histoire de l'esclavage à Glasgow,,. En 2022, elle réalise le film Girl sorti en 2023 au Festival du film de Sundance et mettant en vedette Déborah Lukumuena,. New Europe Film Sales achète les droits de Girl la même année 2022. Toujours en 2022, elle débute dans la production en langue écossaise de Médée de Liz Lochhead.

## Récompenses et distinctions
- (en) Adura Onashile: Awards, sur l'Internet Movie Database